# Van der Sande Lacostebrug
Van der Sande Lacostebrug is een voetgangersbrug in de Watergraafsmeer, Amsterdam.
De brug, genummerd 2180, maakt geen deel uit van het openbare stratensysteem van Amsterdam. Het is gelegen tussen het Volkstuinencomplex Klein Dantzig en Park Frankendael en overspant een binnenwater. De brug is sinds 2009 voorzien van een gebeitste roestvast stalen toegangspoort. Die stalen poort naar een ontwerp van Annemarie van Splunter is gefabriceerd in Rotterdam en doorzichtig, maar moeilijk overklimbaar. Volgens haar eigen zeggen kan het gezien worden als regenboog, pauwenstaart, waaier of zonsopgang. Al eerder mocht Van Splunter de brug 141 voorzien van een toegang.
De brug met wildroosters ging een tijdlang naamloos door het leven. In 2016 besloot de gemeente Amsterdam de brug te vernoemen naar Cornelius Marinus van der Sande Lacoste, een 19e-eeuwse bioloog. Elders in het park kreeg ook de Gerrit Molbrug haar naam.

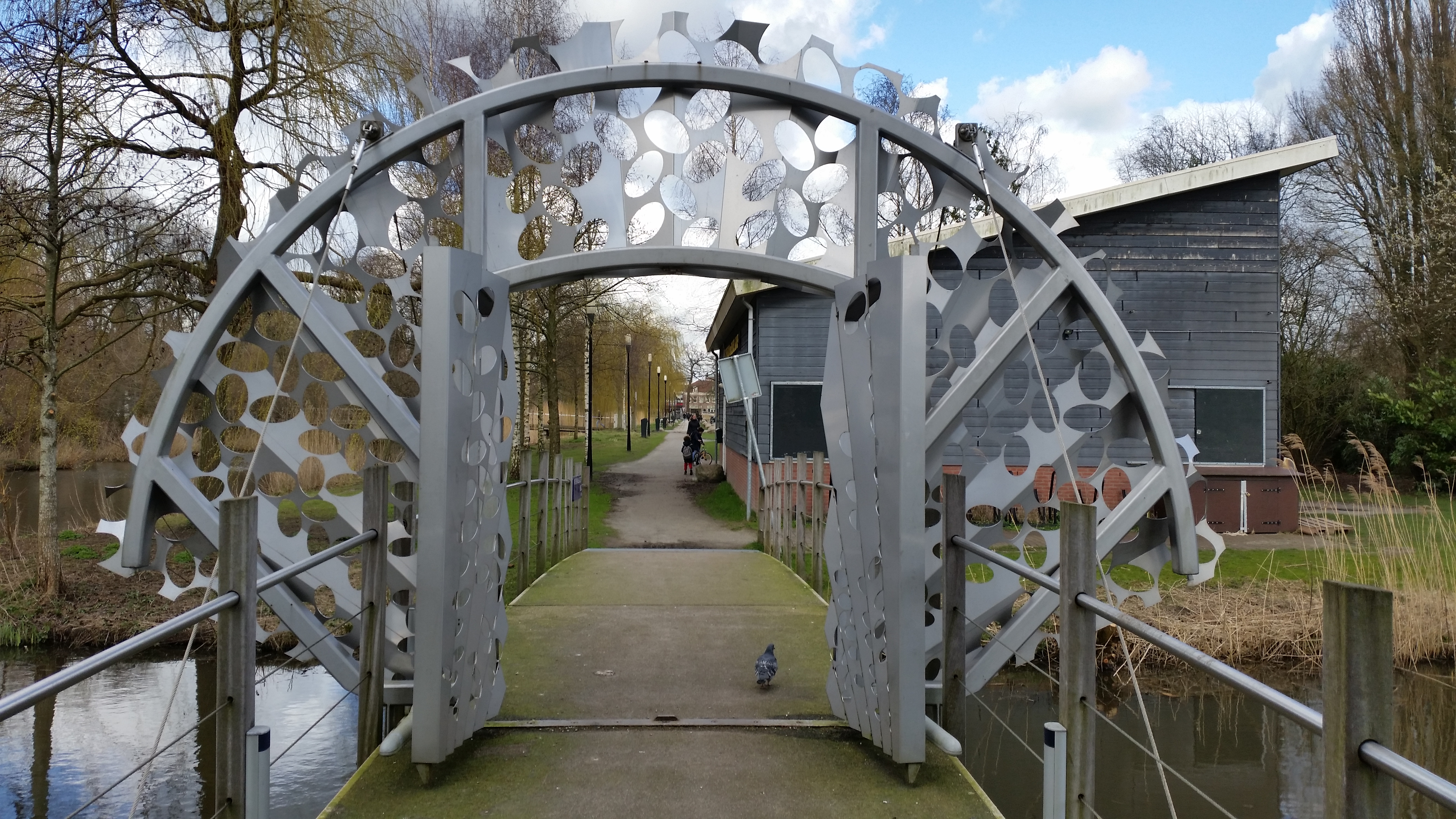
Van der Sande Lacostebrug in maart 2020

2100 · 2102 · 2103 · 2105 · 2106 · 2107 · 2108 · 2109 · 2110 · 2111 · 2112 · 2113 · 2114 · 2115 · 2120 · 2121 · 2125 · 2127 · 2128 · 2129 · 2130 · 2131 · 2132 · 2133 · 2134 · 2135 · 2136 · 2137 · 2138 · 2139 · 2140 · 2141 · 2142 · 2143 · 2144 · 2145 · 2146 · 2147 · 2148 · 2149 · 2150 · 2151 · 2152 · 2153 · 2154 · 2155 · 2156 · 2157 · 2158 · 2159 · 2160 · 2161 · 2162 · 2163 · 2164 · 2165 · 2166 · 2167 · 2168 · 2169 · 2170 · 2171 · 2172 · 2173 · 2174 · 2175 · 2176 · 2178 · 2179 · 2180 · 2181 · 2182 · 2183 · 2184 · 2185 · 2186 · 2188 · 2189 · 2190 · 2191 · 2192 · 2193 · 2194 · 2195 · 2196 · 2197 · 2198 · 2199
Overige brugnummers zijn niet (meer) vergeven, behalve brug 2177, een verdwenen brug in Park Frankendael.